# Trikeraia hookeri
Trikeraia hookeri är en gräsart som först beskrevs av Otto Stapf, och fick sitt nu gällande namn av Norman Loftus Bor. Trikeraia hookeri ingår i släktet Trikeraia och familjen gräs. Utöver nominatformen finns också underarten T. h. ramosa.